# 蕉城区革命烈士陵园
蕉城区革命烈士陵园，是位于中国福建省福州市蕉城区蕉北街道单石碑敬老路13-8号的一个烈士陵园，园内的蕉城烈士革命烈士纪念碑被宁德县人民政府于1980年公布为第一批县级文物保护单位。
蕉城区革命烈士陵园是与蕉城前身宁德县有关的中国共产党革命烈士的遗骸安葬处，1977年动工，1984年建成，1987年、2018年两次扩建，2022年进行提质改造，占地面积7766平方米，由革命烈士纪念碑、烈士墓、烈士英名墙、纪念碑亭、纪念广场和陈展宣传文化长廊等构成，其中烈士纪念碑是县级文物保护单位，由石砌成，高25.8米，占地100平方米。